# Almasilato
Se conoce por almasilato a un polímero de óxidos metálicos (magnesio, aluminio y silicio) que se utiliza en farmacología como un neutralizante de la sintomatología originada por el exceso de ácido o la presencia de éste en el esófago.

## Farmacocinética
La absorción intestinal de los iones de aluminio y magnesio es muy limitada. Únicamente podría absorberse la fracción correspondiente a compuestos solubles formados y cuyo exceso no haya precipitado en el intestino. La escasa cantidad absorbida se excreta rápidamente por el riñón, de manera que no existe peligro de intoxicación cuando se administran antiácidos, a menos que exista insuficiencia renal avanzada o enfermedad de Alzheimer.

## Farmacodinámica
El almasilato es un fármaco con capacidad neutralizadora del ácido clorhídrico e inhibidora de la pepsina activa. Además posee capacidad adsorbente y neutralizante de los ácidos biliares. Almasilato es un polímero que contiene óxido de magnesio, óxido de aluminio y dióxido de silicio con cerca de un 20% de agua fijada entre las unidades de la red. El agua ligada al hidrógeno constituye una parte integral de la estructura molecular y sólo puede ser liberada por pirólisis. En consecuencia, la molécula funciona como un conjunto y no está sometida a rotura metabólica, de modo que el magnesio, el aluminio y el silicio no están biológicamente disponibles.
En el estómago, el almasilato absorbe el mucus, adoptando un estado coloidal con acción protectora sobre la mucosa gástrica, previniendo por tanto, una erosión posterior. A medida que almasilato capta el ácido, su configuración molecular sufre una modificación con desplazamiento de agua. Se opina que con tal desplazamiento, algunos de los sitios de fijación del aluminio pueden quedar libres, captando y fijando los componentes biliares.

### Interacciones
| Fármacos que interaccionan con almagato. | |
| Fármaco. | Resultados de la interacción.                                                                                                   |
| Antiinflamatorios no esteroídicos Antiulcerosos (cimetidina, famotidina, ranitidina), Digitálicos (digoxina, digitoxina), Clorpromazina, Lansoprazol, Prednisona | Disminución de la absorción. |
| Fenotiazinas, isoniazida y ácido fólico. | Disminución en la absorción. |
| Gabapentina y ketoconazol | Disminución en la absorción debida a variaciones en el pH gastrointestinal.                                                     |
| Penicilamina, Quinolonas (ciprofloxacino), Tetraciclinas (clortetraciclina, demeclociclina, doxiciclina), Sales de hierro (sulfato de hierro)                    | Disminución de la absorción por la formación de complejos poco solubles (se recomienda espaciar la administración 2 o 3 horas). |
| Quinidina | Potenciación de su toxicidad por disminución de su excreción debido a la alcalinización de la orina.                            |
| Ácido acetilsalicílico | Mayor excreción debida a la alcalinización de la orina.                                                                         |
| Mecamilamina, metenamina | Puede disminuir la eficacia de estos fármacos.                                                                                  |

Por su contenido en magnesio la administración conjunta de este medicamento con fosfato sódico de celulosa puede dar lugar a la unión del magnesio, se debe advertir a los pacientes que no tomen este medicamento en la hora anterior o posterior a la toma del fosfato sódico de celulosa.
Interacción con pruebas diagnósticas:
El uso conjunto de antiácidos puede antagonizar los efectos de pentagastrin e histamina en la evaluación de la función secretora de ácido gástrico. Por este motivo no se recomienda la administración de antiácidos en la mañana que se va a realizar el test.

## Uso clínico

### Indicaciones
- Alivio sintomático de las molestias gástricas relacionadas con la hiperacidez (ardor, acidez de estómago).

### Efectos adversos
- Diarrea leve, Estreñimiento
- Fecaloma o hinchazón de la parte inferior de las piernas.
- Alcalosis metabólica.
- Osteomalacia y osteoporosis debidas a la depleción de fosfato.
- Síndrome de depleción de fósforo.
- Hipermagnesemia u otro desequilibrio electrolítico.

### Contraindicaciones
- Hipersensibilidad conocida al almasilato o a cualquiera de los componentes de la presentación comercial.
- Pacientes con enfermedad de Alzheimer
- Pacientes con insuficiencia renal grave ya que puede haber acumulación de los iones aluminio y magnesio en el organismo.
- Pacientes con alcalosis metabólica
- Pacientes con hipermagnesemia.
- Pacientes con obstrucción intestinal.
- En pacientes con dieta baja en fósforo, diarrea, malabsorción o trasplante renal y sobre todo con tratamientos prolongados, se puede provocar hipofosfatemia, osteomalacia, osteoporosis y fracturas, sobre todo en pacientes con otras enfermedades óseas.
- Pacientes que presenten apendicitis o síntomas de apendicitis, ya que los efectos laxantes o astringentes pueden aumentar el peligro de perforación o ruptura.
- Pacientes con ileostomía, ya que aumenta el riesgo de desequilibrio de líquidos o de electrolitos.
- Pacientes con estreñimiento o impactación fecal, ya que pueden exacerbarse.
- Pacientes con obstrucción del píloro.
- Pacientes con hemorroides, ya que pueden exacerbarse.

### Presentaciones
- Sacarina sódica (E 954)
- Polisorbato 60
- Sorbitol (E 420) Los pacientes con intolerancia hereditaria a la fructosa no deben tomar este medicamento.
- Esencia de anís